# 122-мм гаубица образца 1909/37 годов
122-мм гаубица образца 1909/37 годов — советская полевая гаубица периода Второй мировой войны.

## Описание конструкции

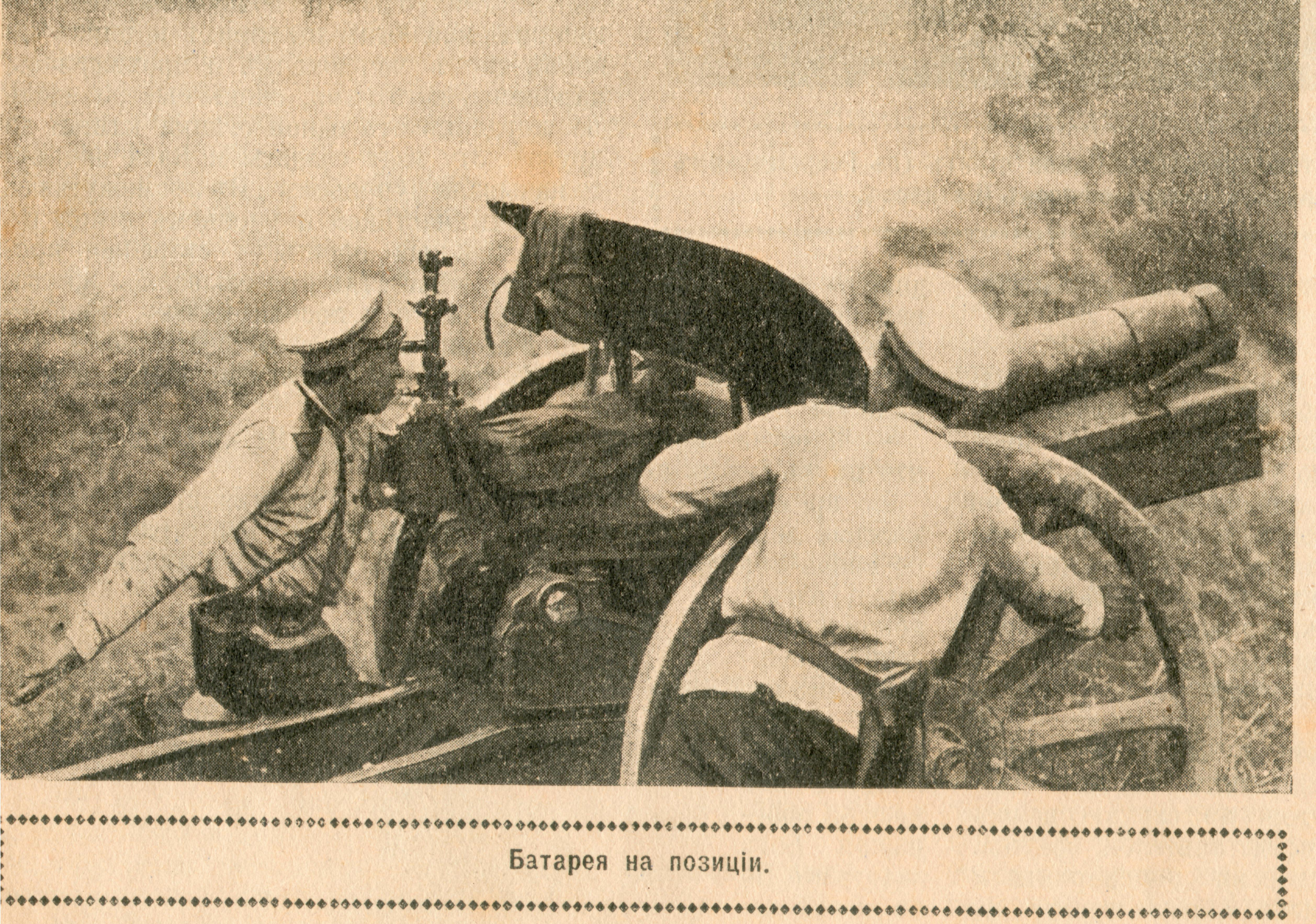
Предшественница ведёт огонь по германцам. Лето 1915 года.

Орудие было получено путём модернизации русской 122-мм гаубицы образца 1909 года времён Первой мировой войны, изначально спроектированной по требованиям и заказу ГАУ военного ведомства России  немецкой оружейной фирмой «Крупп». Оно представляло собой классическую короткоствольную гаубицу, предназначенную для стрельбы под углами возвышения преимущественно от +20 до +45° выстрелом с раздельным заряжанием. Гаубица оснащалась клиновым горизонтальным затвором, гидравлическим тормозом отката и пружинным накатником. Тормоз отката откатывается вместе с люлькой, дульный тормоз отсутствует. Ствольная группа монтируется на однобрусном лафете без подрессоривания колёсного хода. Колёса деревянные.

## История создания
В конце 1920-х годов советское военное руководство приняло решение модернизировать стоявшие на вооружении орудия времён Первой мировой войны. Основной целью модернизации было увеличение дальности стрельбы. Модернизация затронула и 122-мм гаубицу образца 1909 года. Проведённая в 1937 году на Пермском заводе модернизация заключалась в следующем:
- расточена (удлинена) камора до размеров каморы 122-мм гаубицы обр. 1910/30 гг.;
- установлен нормализованный прицел;
- упрочнён лафет;
- боевая ось приварена к станку.

Модернизированное орудие было принято на вооружение под официальным наименованием «122-мм гаубица образца 1909/37 годов».

## Производство
Производство гаубиц обр. 1909/37 гг., судя по всему, не велось, все орудия были переделаны из 122-мм гаубиц обр. 1909 г., имевшихся в войсках. Точное количество переделанных гаубиц выяснить не удалось, скорее всего, их было около 900 шт. Переделка гаубиц производилась на Пермском заводе.

## Организационно-штатная структура

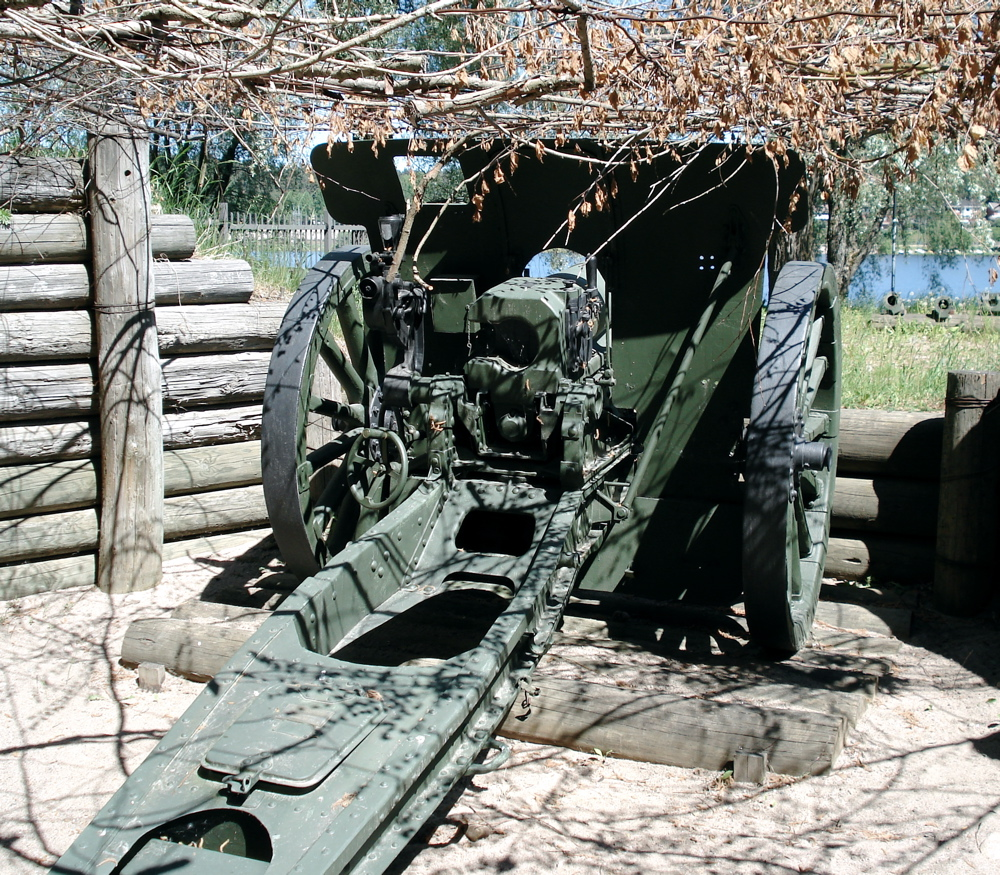
122-мм гаубица обр. 1909/37 гг. в музее г. Хямеэнлинна, Финляндия. Вид сзади

Гаубица являлась дивизионным орудием. По штату 1939 года в стрелковой дивизии имелось два артиллерийских полка — лёгкий (дивизион 76-мм пушек и два смешанных дивизиона по две батареи 122-мм гаубиц и одной батарее 76-мм пушек в каждом) и гаубичный (дивизион 122-мм гаубиц и дивизион 152-мм гаубиц), всего 28 штук 122-мм гаубиц. В июне 1940 года в гаубичный полк добавили ещё один дивизион 122-мм гаубиц, всего в дивизии их стало 32 шт. В июле 1941 года гаубичный полк был исключён, число гаубиц сократилось до 16. В этом штате советские стрелковые дивизии прошли всю войну. В гвардейских стрелковых дивизиях с декабря 1942 года имелось 3 дивизиона по 2 батареи 76-мм пушек и одной батарее 122-мм гаубиц в каждом, всего 12 гаубиц. С декабря 1944 эти дивизии имели гаубичный артполк (5 батарей), 20 122-мм гаубиц. С июня 1945 года на этот штат перевели и стрелковые дивизии.
В горнострелковых дивизиях в 1939—1940 годах имелся один дивизион 122-мм гаубиц (3 батареи по 3 орудия), всего 9 гаубиц. С 1941 года вместо него вводится гаубичный артиллерийский полк (2 дивизиона по 3 четырёхорудийных батареи), гаубиц становится 24. С начала 1942 года остаётся только один двухбатарейный дивизион, всего 8 гаубиц. С 1944 года из штата горнострелковых дивизий гаубицы исключены.
В моторизованной дивизии имелось 2 смешанных дивизиона (батарея 76-мм пушек и 2 батареи 122-мм гаубиц в каждом), всего 12 гаубиц. В танковой дивизии имелся один дивизион 122-мм гаубиц, всего 12 шт. В кавалерийских дивизиях до августа 1941 имелось 2 батареи 122-мм гаубиц, всего 8 орудий. С августа 1941 дивизионная артиллерия из состава кавалерийских дивизий была исключена.
До конца 1941 года 122-мм гаубицы были в стрелковых бригадах — одна батарея, 4 орудия.
122-мм гаубицы также входили в состав гаубичных артиллерийских бригад резерва Верховного Главнокомандования (РВГК) (72—84 гаубицы).

## Служба и боевое применение

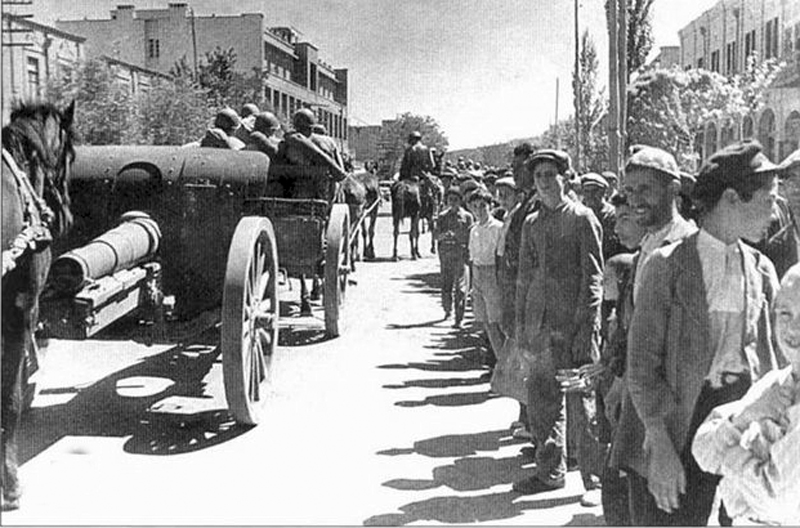
Гаубица 53-й армии в походном положении во время Иранской операции, сентябрь 1941

122-мм гаубица образца 1909/37 годов была не самой многочисленной в Красной армии (РККА), но и экзотическим орудием её назвать трудно, как и её предшественницу. Так, на 1 ноября 1936 года имелось 920 гаубиц образца 1909 года (в том числе требующих ремонта;— 55, учебных — 16). С 1937 года модернизированная гаубица начинает активно вытеснять предшественницу, к началу Великой Отечественной войны гаубиц образца 1909 года в войсках не было. Гаубица принимала участие в советско-финской войне 1939—1940 годов. 
На 1 января 1941 года на балансе ГАУ состояло 889 орудий, из которых 127 требовало среднего ремонта, 49 капитального и 8 подлежали списанию.
На 22 июня 1941 года в РККА числилась 881 гаубица обр. 1909/37 гг. В войсках же числилось 778 орудий. 122-мм гаубица образца 1909/37 гг. активно использовалась в первый период войны, однако к середине войны это не очень многочисленное орудие из-за больших потерь встречалось в войсках в небольших количествах.

## 122-мм гаубица обр. 1909/37 гг. за рубежом
В 1941—1942 годах немецкой армией было захвачено некоторое количество этих гаубиц, принятых на вооружение вермахта под индексом 12,2 cm le.F.H.386(r).
Финская армия захватила несколько таких гаубиц в советско-финскую войну и ещё 21 гаубицу — в ходе Великой Отечественной войны. Финское обозначение гаубицы — 122 H 09-37. Орудия активно использовались в ходе боевых действий, несколько из них было потеряно. Интересно, что изучение трофейных гаубиц вдохновило финнов на проведение подобной модернизации всех имеющихся у них со времён Гражданской войны 122-мм гаубиц обр. 1909 г. Модернизированные орудия получили индекс 122 H 09-40 (122-мм гаубица обр. 1909/40 гг.). Всего было модернизировано около 30 гаубиц, принявших активное участие в боевых действиях 1941—1944 годов.

## Оценка проекта
122-мм гаубица обр. 1909/37 гг. являлась не очень значительной модернизацией орудия периода Первой мировой войны и в целом сохранила большую часть недостатков, присущих орудиям того периода. Главными недостатками орудия являлись:
- неподрессоренный колёсный ход, сильно ограничивающий подвижность орудия;
- устаревшая конструкция однобрусного лафета, сильно ограничивающая углы наводки (особенно горизонтальной).

Короткий ствол обуславливал невысокую дальность стрельбы, по которой это орудие существенно уступало своему главному противнику — немецкой лёгкой гаубице 10,5 cm le.F.H.16 (8,9 км против 10,7 км). Против танков противника 122-мм гаубицы обр. 1909/37 гг. были малоэффективны. К началу Второй мировой войны это орудие стало устаревшим.
В то же время гаубица отличалась простотой, прочностью и надёжностью. Орудие было лёгким (боевая масса на тонну меньше, чем у М-30, и на 500 кг меньше, чем 10,5 cm le.F.H.16). По совокупности боевых качеств она незначительно уступала близкой по характеристикам 122-мм гаубице обр. 1910/30 гг., в основном из-за меньшей скорострельности.
Взятый военным руководством СССР курс на модернизацию старых орудий следует признать правильным. В то время СССР ещё не был способен производить новые современные орудия. Так, 122-мм гаубица обр. 1934 г. «Лубок», созданная под руководством немецких специалистов, не пошла в массовое производство. Хорошую современную 122-мм гаубицу советским инженерам удалось создать лишь в 1938 году.

## Характеристики и свойства боеприпасов
Орудие имело 6 зарядов (№ 1—5 и полный). Стальная осколочно-фугасная граната ОФ-462 создавала 1000 убойных осколков и поражала живую силу в радиусе 30 м или оставляла воронки до 1 м глубиной и до 3 м в диаметре. Стрельба кумулятивным снарядом из этого орудия была крайне малоэффективной. Как утверждает А. Широкорад, баллистические характеристики орудия были идентичны 122-мм гаубице обр. 1910/30 гг., что вызывает определённые сомнения, поскольку орудия несколько различались длиной ствола и максимальным углом возвышения. Тем не менее, другой информации обнаружить не удалось.
| Номенклатура боеприпасов                                   |            |                 |            |                                             |                        |
| Тип                                                        | Индекс ГАУ | Вес снаряда, кг | Вес ВВ, кг | Начальная скорость, м/с (при полном заряде) | Дальность табличная, м |
| Кумулятивные снаряды                                       |            |                 |            |                                             |                        |
| Кумулятивный (на вооружении с мая 1943)                    | 53-БП-460А | ?               | ?          | ?                                           | ?                      |
| Осколочно-фугасные снаряды                                 |            |                 |            |                                             |                        |
| Стальная осколочно-фугасная граната                        | 53-ОФ-462  | 21,76           | 3,67       | 364                                         | 8910                   |
| Осколочная граната сталистого чугуна с привинтной головкой | 53-О-462А  | 21,7            | ?          | 364                                         | 8910                   |
| Осколочная граната сталистого чугуна                       | 53-О-460А  | ?               | ?          | ?                                           | ?                      |
| Старая граната                                             | 53-Ф-460   | ?               | ?          | 344                                         | 7550                   |
| Старая граната                                             | 53-Ф-460Н  | ?               | ?          | 344                                         | 7550                   |
| Старая граната                                             | 53-Ф-460У  | ?               | ?          | 344                                         | 7550                   |
| Старая граната                                             | 53-Ф-460К  | ?               | ?          | 344                                         | 7550                   |
| Шрапнель                                                   |            |                 |            |                                             |                        |
| Шрапнель с трубкой 45 сек.                                 | 53-Ш-460   | ?               | ?          | 343                                         | 7230                   |
| Шрапнель с трубкой Т-6                                     | 53-Ш-460Т  | ?               | ?          | 342                                         | 7240                   |
| Осветительные снаряды                                      |            |                 |            |                                             |                        |
| Осветительный                                              | 53-С-462   | ?               | ?          | 340                                         | 6800                   |
| Агитационные снаряды                                       |            |                 |            |                                             |                        |
| Агитационный                                               | 53-А-462   | ?               | ?          | 364                                         | 7000                   |
| Дымовые снаряды                                            |            |                 |            |                                             |                        |
| Дымовой стальной                                           | 53-Д-462   | ?               | ?          | 364                                         | 8910                   |
| Дымовой сталистого чугуна                                  | 53-Д-462А  | ?               | ?          | ?                                           | ?                      |
| Химические снаряды                                         |            |                 |            |                                             |                        |
| Осколочно-химический                                       | 53-ОХ-462  | ?               | ?          | 364                                         | 8950                   |
| Химический                                                 | 53-Х-462   | 21,8            | ?          | 366                                         | 8477                   |
| Химический                                                 | 53-Х-460   | ?               | ?          | 358                                         | 7700                   |

## Сохранившиеся экземпляры

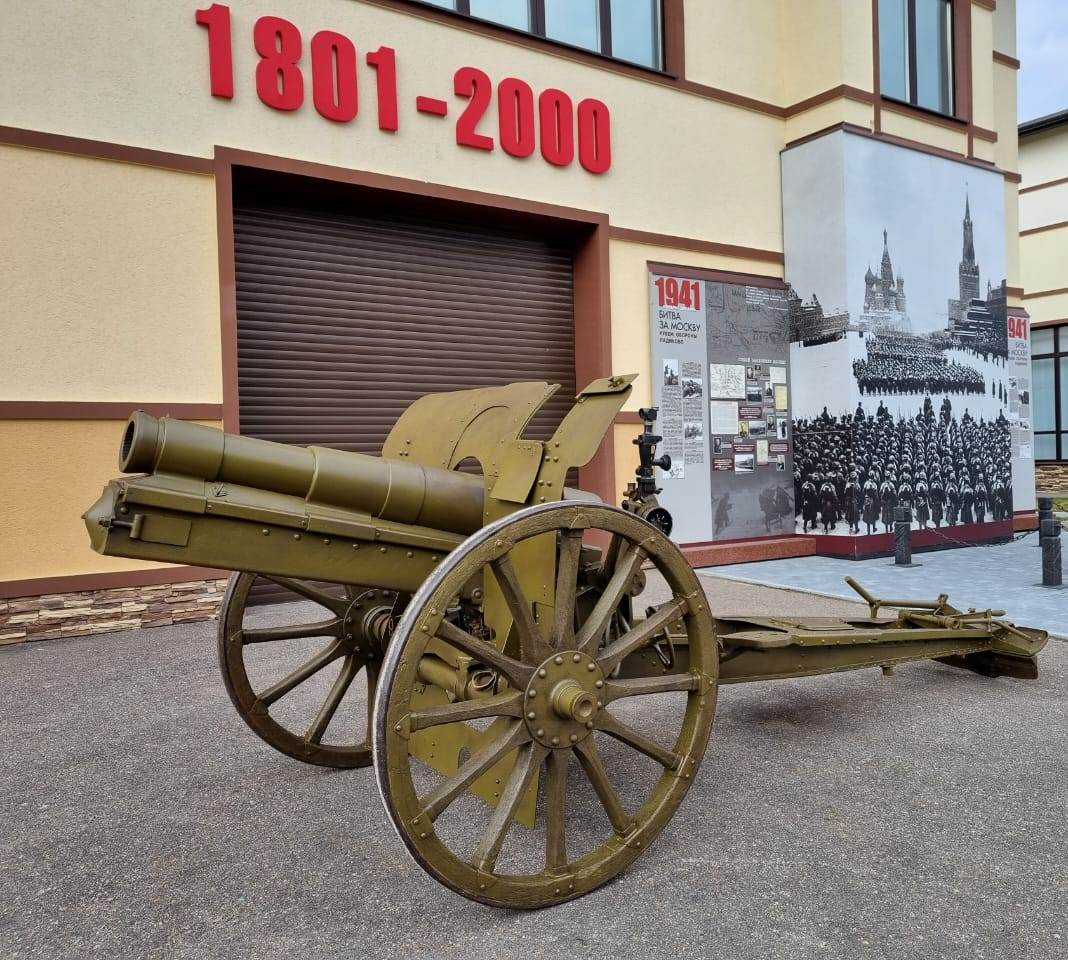
122-мм гаубица образца 1909 г. в Музее отечественной военной истории

122-мм гаубицы образца 1909 года и образца 1909/37 гг. представлены в Военно-историческом музее артиллерии, инженерных войск и войск связи (Санкт-Петербург).
122-мм легкая полевая гаубица системы Круппа образца 1909 года экспонируется в Музее отечественной военной истории в Падиково (Московская область).  Представленное в экспозиции орудие примечательно тем, что оно не прошло советскую модернизацию и сохранило конструкцию образца 1909 года.
В финском музее Хямеэнлинна экспонируется 122-мм гаубица образца 1909 года, прошедшая в 1930-х годах финскую модернизацию.